# Macrolophus rubi
Macrolophus rubi (synoniem: Macrolophus costalis) is een wants uit de familie van de blindwantsen (Miridae). De soort werd het eerst wetenschappelijk beschreven door Woodroffe in 1957.

## Uiterlijk
De redelijk langwerpig gevormde, lichtgroene blindwants is altijd macropteer (langvleugelig) en kan 4 tot 5 mm lang worden. Van de antennes is het eerste segment zwart gekleurd en de rest van de antennes is witgeel. De voorvleugels zijn lichtgroen van kleur, net als de kop en de pootjes. Achter de ogen staat op de kop een duidelijke zwarte streep. Het lichaam is bedekt met fijne witte haartjes. Het driehoekige gebied rondom het scutellum, de (clavus), heeft een zwarte stip op de punt. De wants lijkt sterk op Macrolophus melanotoma. Dit is geen van nature in Nederland voorkomende soort maar kan uit kassen ontsnapt zijn waar ze gebruikt worden als natuurlijke bestrijder van diverse plaaginsecten. De soort kan ook verward worden met Macrolophus pygmaeus maar die komt zoals de naam al aangeeft voornamelijk voor op bosandoorn, is iets kleiner en heeft naar verhouding kortere antennes en de onderlinge lengteverhouding van de antennesegmenten verschilt.

## Leefwijze
De soort het een enkele generatie per jaar en overwintert als eitje. De wantsen leven voornamelijk in schaduwrijke gebieden op braam (Rubus). De volwassen dieren worden waargenomen van juni tot in juli.

## Leefgebied
In Nederland is deze wants alleen in Zuid-Limburg gevonden en is hij zeer zeldzaam. Het verspreidingsgebied is Palearctisch, van Europa tot in de Kaukasus in Azië.